# IBM PC
IBM PC是IBM个人电脑（英語：Personal Computer）的缩写，是IBM PC兼容机硬件平台的原型和前身，其型号为5150，1981年8月12日推出，是IBM佛罗里达州博卡拉頓（Boca Raton）的一组工程师和设计师在唐·埃斯特利奇（Don Estridge）的领导下设计的。
“个人电脑”这个称呼最早用於1972年施乐帕洛阿尔托研究中心研制的Xerox Alto电脑，到1981年前这个称呼已经相当普遍，但是由于IBM PC的巨大成功，此后这个词几乎只用於与IBM标准兼容的微型计算机了。

## 设计

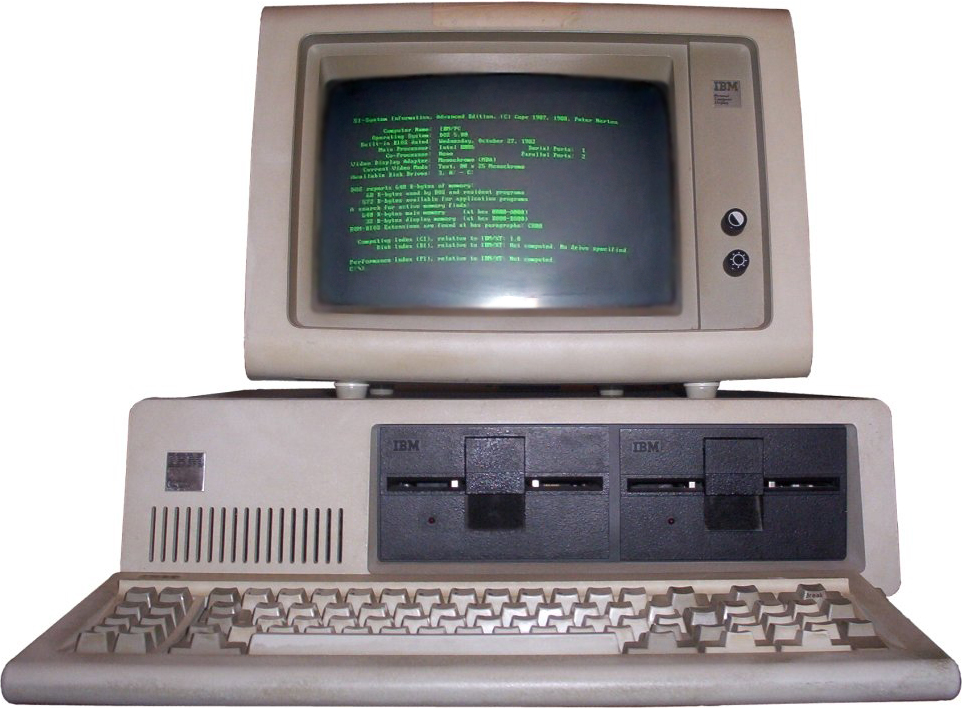
一台IBM個人電腦

IBM PC是IBM公司试图在以Apple II和坦迪公司（Tandy）的TRS-80为主的家用电脑的市场立足的结果。当时在家用电脑市场上除上述的两种电脑外还有一系列CP/M机。
由于此前IBM传统的设计过程就已经证明无法用来设计廉价的微型计算机（比如很失败的IBM 5100），因此IBM决定破例设置一个特别小组。这个小组被授命绕过公司的规则来快速地提供一个市场产品。这个项目的代号叫做“象棋项目”（Project Chess）。
这个在唐·埃斯特利奇领导下的12人小组用了约一年的时间研制出了IBM PC。为了达到这个目的他们首先决定使用现成的、不同原始设备制造商的元件。这个做法与IBM过去始终研制自己的元件的做法相反。其次他们决定使用开放结构，这样其它生产商可以生产和出售兼容的元件和软件。IBM还出售其《IBM PC技术参考资料》，这份资料中包括一段ROMBIOS源代码。
一开始唐·埃斯特利奇的小组曾经考虑使用IBM 801处理器以及在约克城高地（Yorktown Heights）的IBM研究实验室为该处理器发展的操作系统。801处理器比英特尔的Intel 8088处理器的功能至少强一个数量级，其操作系统比最后入选的微软的DOS操作系统至少先进数年。忽略IBM内部的解决方法使得小组避免了许多可能推延其日程的内部程序过程，大大地降低了其工作困难。但是这个决定的最后对IBM的影响是非常深远的。
其它生产商很快就逆向分析了BIOS的程序，发展了其自己的、不侵犯版权的拷贝。1982年6月哥伦比亚数据产品公司（Columbia Data Products）推出了第一台IBM PC兼容机。1982年11月康柏电脑宣布发展出第一台IBM PC兼容的便携式电脑Compaq Portable（1983年3月出产）。
IBM PC在商业上成功后就又被恢复到传统的IBM管理控制下了。在这种情况下其它竞争者毫不费力地就超过了IBM。（IBM传统地通过“合理化”其产品压制低档产品来防止它们影响高档产品的盈利。在IBM PC上这个方针反而对IBM自己不利。）

## 销售渠道
从一开始IBM的研究小组就与西尔斯－罗巴克公司（Sears Roebuck）和电脑天地（Computerland）的经理合作。IBM专门负责销售和广告的人依靠这些经理人员对市场的知识。而这些公司则立刻成为这个新产品的销售商。西尔斯－罗巴克公司设立十数个销售中心，而电脑天地当时已经有190多个店铺。对于IBM来说这意味着从产品出笼开始，就在整个美国就已经有一个很广的销售网。从回顾的角度来看西尔斯－罗巴克公司没有获得开始预计的成果。IBM PC主要不是出售给本来设计的对象家用电脑，而是主要出售办公室市场。
IBM PC是IBM首个使用外部企业机构（在IBM的用语中被称为“第三者”）来销售的产品，但它不是最后一个。IBM开始逐渐大批量地出售廉价的产品。它感觉到它当时的组织机构无法处理这么多新顾客。因此它将其低档的产品转交给“零售商”来处理。在其它商品方面（比如日常用品或者汽车）这个做法实际上已经是非常普遍的了。但是到1990年代末时，全世界个人电脑的出售量已经超过了汽车甚至电视机的出售量。

## 型号
第一代IBM PC有以下型号：

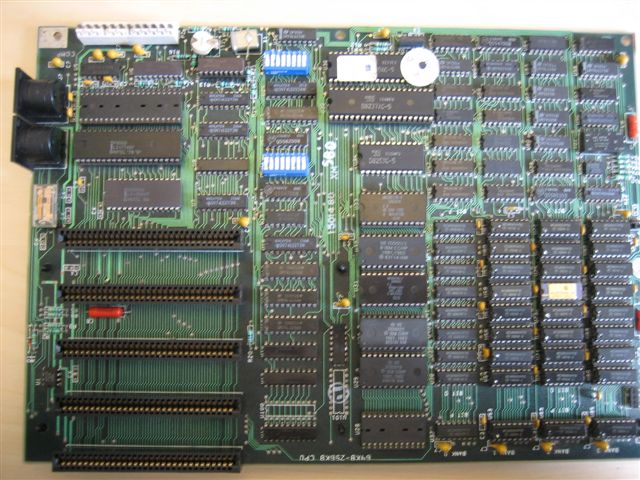
原始5150的主機板

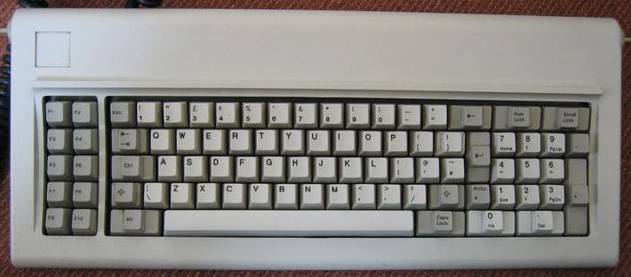
原始5150鍵盤

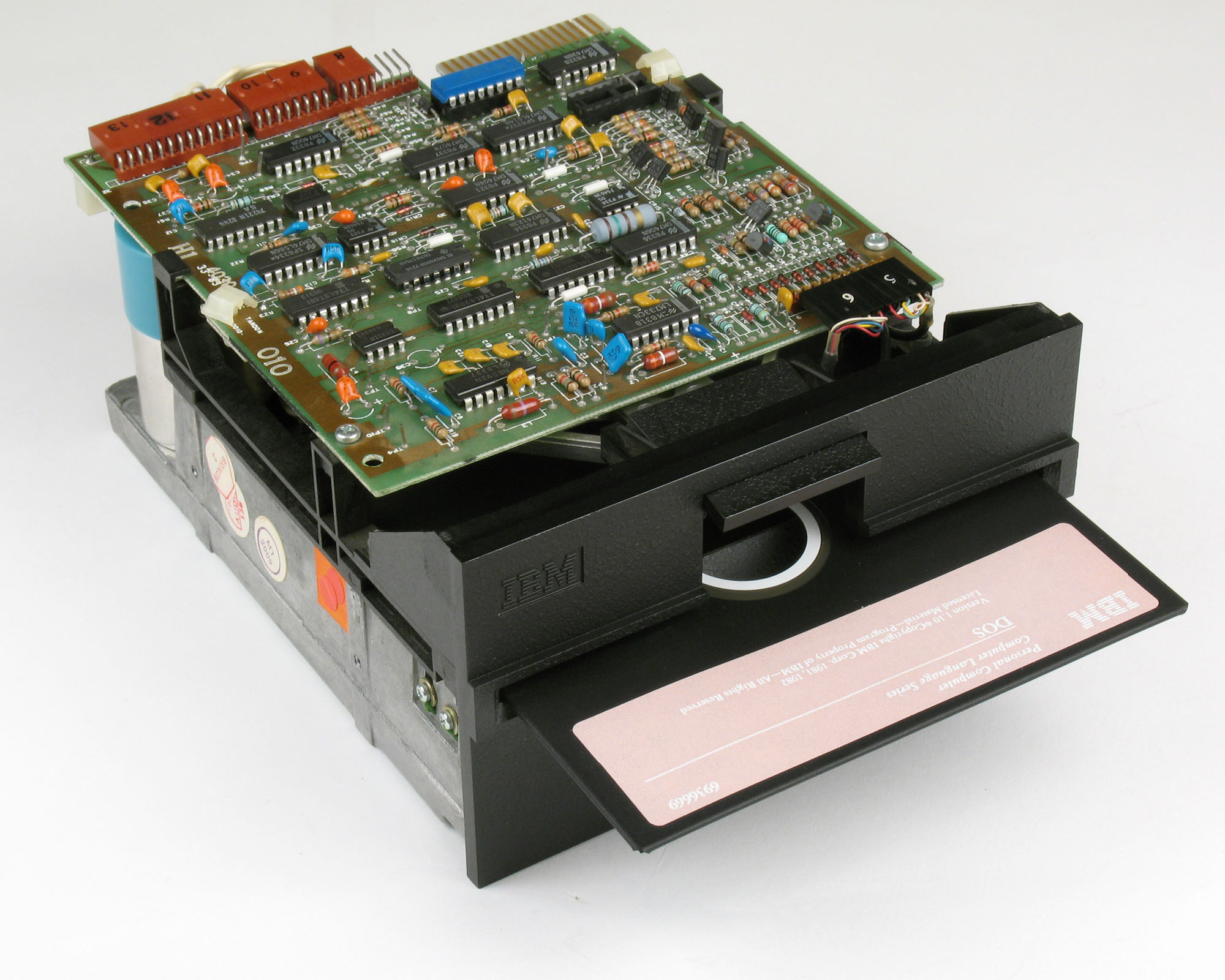
IBM 5.25吋軟碟機和DOS系統磁片

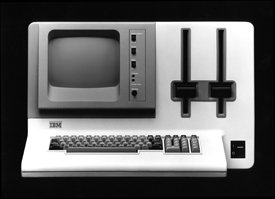
IBM 5120型

- 最初的IBM个人电脑的ROM里装有Microsoft BASIC。其彩色图形适配器可以使用普通的电视机作为图像输出设备，或者使用单色显示适配器和5151型单色荧光屏。标准存储器是卡式录音带，软盘驱动器可以另外附加，不能使用硬盘。它只有五个扩展槽，使用IBM元件的话最高内存量为256kB，64kB在主机板上，额外的内存可以通过装三块64kB的扩展板装上。微处理器是Intel 8088，执行频率为4.77MHz。通过使用NEC V20作为处理器可以稍微提高其处理速度。通过添加Intel 8087辅助处理器可以提高其数学处理能力。IBM出售的PC一般事先装好了16kB或64kBRAM（采用9、36或16kBDRAM芯片）。后来推出的IBM 5161扩展外壳允许装更多RAM以及装硬盘。
- 最初的IBM PC对于家用市场来说太昂贵，但是在企业中却出其不意地非常成功。IBM PC XT是专门为企业用发展的高级机器。它有8个宽展槽和一块10MB硬盘。64kB DRAM出产后它的主机板可以携256kB内存，后来的模型甚至可以扩展到640kB。一般它出售时装MDA适配器。处理器依然是4.77MHz的Intel 8088，其扩展总线依然是8位的ISA。
- 1984年8月宣布的IBM PC AT使用Intel 80286处理器（一开始6MHz），它的总线是16位的ISA，还有一块20MB的硬盘。1986年引入使用8MHz的较快的型号。IBM试图将它引入多用户电脑市场，但是它主要被需要高速度的电脑用户使用。一开始AT非常不稳定，其主要原因是软件和硬件的不兼容，尤其是其内部的20MB硬盘有问题。当时有人认为IBM的硬盘驱动器是罪魁祸首，也有人认为其硬盘的硬件有问题。IBM的驱动器与其它硬盘工作时没有问题（包括同一硬盘生产商的33MB模型）。这些问题使得有些人对AT的引入提出疑问，有人甚至认为286结构本身有问题。但是IBM取代其初始的硬盘之后这些问题就被解决。AT后来成为一个影响深远的工业标准。
- IBM PC Convertible
- IBM Portable PC
- IBM PCjr

第二代IBM PC PS/2分25型和30型两个模型，模型内各系列以其时钟频率区分。
所有IBM PC的软件互相之间兼容，不过并非所有的软件均能够在所有的机器上运行。有些程序的时间控制是专门为一定速度的机器写的。旧程序无法应用新的、高分辨率的显示标准的优点。

## 技术

### 电子元件
IBM PC的主要电路板是主机板，它上面有中央处理器和主记忆体，此外它还有总线及其装扩展卡的槽。
原始PC中的总线设计后来普及得非常广泛，它后来被称为工业标准架构体系。今天工业用电脑广泛使用它。由于高速度和高位数的需要又发展出新的版本。与其PS/2电脑一起IBM推出了微通道体系结构（MCA）。VL总线允许至三个、快得多的32位卡。延伸工业标准体系架构（EISA）与其前身（包括32位卡槽）相兼容，但是只在高档的服务器系统中销售良好。在低价系统中1994年引入的PCI总线无处不在。
内部存储器如硬盘、软盘和CD-ROM等通过电线与主机板相连。这些内部存储器一般有标准的大小如3.5英寸或5.25英寸的宽度，此外它们有固定用的孔。机身的外壳带有标准的电源，其大小也是标准的AT或ATX大小。
基于Intel 8086和Intel 8088的PC需要扩展内存板才能使用高于1MB的内存。使用Intel 80286的原始IBM PC AT共可以使用16MB内存。不过标准DOS程序在没有特别的API的帮助下无法使用1MB以上的内存，使用OS/2的Intel 80286电脑可以使用最高内存量。

### 键盘
1981年IBM PC的键盘对当时来说异常可靠，它本来是IBM在北卡罗莱纳州为一台后来取消的一万美元的电脑系统设计的，质量非常高。其质量要求在于每个键可以承受上亿次打击。与当时其它小电脑的键盘相比IBM PC的键盘是极高档的，它对于使得IBM PC成为高质量的概念起了重要角色。后来IBM PCjr失败的原因之一也是在于它后来使用了一种低档的键盘，因此在消费者心目中留下了很糟糕的印象。有意思的是1981年初IBM的管理人员本来打算给其IBM PC配一种廉价的键盘，但是由于原来的发展工程师极力反对而勉强避免了这个错误。
但是打字员严厉地批评原始的IBM PC的键盘的回车键和左变性键放的地方与标准不同。1984年IBM在其AT键盘上校正了这个错误，但是将退格键缩短了，使它不易键到。1987年引入的高级键盘将所有的功能键以及Ctrl键全部改变了位置。Esc改道了键盘的另一边。
IBM PC兼容机的键盘往往与原来的IBM PC不同。而且有些兼容机甚至使用自己特有的键盘接口来保障其键盘不能被取代。

### 字符编码
最初的IBM PC使用基于7位ASCII字母表上的、扩充到8位、含有非标准字母的编码。对有些国际应用这个字母表不合适，很快就产生了许多基于这个字母表上的不同国家的变异。在IBM传统中这些变异被称为代码页。今天这些代码页已经无用了，他们被更系统的和标准化的字符编码如ISO/IEC 8859-1、CP1251和Unicode取代。
以下为原始的IBM PC的字符编码：
|    |  | -0 | -1 | -2 | -3 | -4 | -5 | -6 | -7 | -8 | -9 | -A | -B | -C | -D | -E | -F |  |    |
| 0- |  |    | ☺  | ☻  | ♥  | ♦  | ♣  | ♠  | ·  | ◘  | ○  | ◙  | ♂  | ♀  | ♪  | ♫  | ☼  |  | 0- |
| 1- |  | ►  | ◄  | ↕  | ‼  | ¶  | §  | ▬  | ↨  | ↑  | ↓  | →  | ←  | ∟  | ↔  | ▲  | ▼  |  | 1- |
| 2- |  |    | !  | "  | #  | $  | %  | &  | '  | (  | )  | *  | +  | ,  | -  | .  | /  |  | 2- |
| 3- |  | 0  | 1  | 2  | 3  | 4  | 5  | 6  | 7  | 8  | 9  | :  | ;  | <  | =  | >  | ?  |  | 3- |
| 4- |  | @  | A  | B  | C  | D  | E  | F  | G  | H  | I  | J  | K  | L  | M  | N  | O  |  | 4- |
| 5- |  | P  | Q  | R  | S  | T  | U  | V  | W  | X  | Y  | Z  | [  | \  | ]  | ^  | _  |  | 5- |
| 6- |  | `  | a  | b  | c  | d  | e  | f  | g  | h  | i  | j  | k  | l  | m  | n  | o  |  | 6- |
| 7- |  | p  | q  | r  | s  | t  | u  | v  | w  | x  | y  | z  | {  |    | }  | ~  | ⌂  |  | 7- |
| 8- |  | Ç  | ü  | é  | â  | ä  | à  | å  | ç  | ê  | ë  | è  | ï  | î  | ì  | Ä  | Å  |  | 8- |
| 9- |  | É  | æ  | Æ  | ô  | ö  | ò  | û  | ù  | ÿ  | Ö  | Ü  | ¢  | £  | ¥  | ₧  | ƒ  |  | 9- |
| A- |  | á  | í  | ó  | ú  | ñ  | Ñ  | ª  | º  | ¿  | ⌐  | ¬  | ½  | ¼  | ¡  | «  | »  |  | A- |
| B- |  | ░  | ▒  | ▓  | │  | ┤  | ╡  | ╢  | ╖  | ╕  | ╣  | ║  | ╗  | ╝  | ╜  | ╛  | ┐  |  | B- |
| C- |  | └  | ┴  | ┬  | ├  | ─  | ┼  | ╞  | ╟  | ╚  | ╔  | ╩  | ╦  | ╠  | ═  | ╬  | ╧  |  | C- |
| D- |  | ╨  | ╤  | ╥  | ╙  | ╘  | ╒  | ╓  | ╫  | ╪  | ┘  | ┌  | █  | ▄  | ▌  | ▐  | ▀  |  | D- |
| E- |  | α  | ß  | Γ  | π  | Σ  | σ  | µ  | τ  | Φ  | Θ  | Ω  | δ  | ∞  | φ  | ε  | ∩  |  | E- |
| F- |  | ≡  | ±  | ≥  | ≤  | ⌠  | ⌡  | ÷  | ≈  | °  | ∙  | ·  | √  | ⁿ  | ²  | ■  |    |  | F- |
|    |  | -0 | -1 | -2 | -3 | -4 | -5 | -6 | -7 | -8 | -9 | -A | -B | -C | -D | -E | -F |  |    |

### 存储媒体
原始的5150型IBM PC的官方标准存储媒体是卡式录音带。就1981年的标准来说这个媒体也已经在技术上过时了。因此绝大多数IBM PC是带有软盘机出厂的。1981年的IBM PC带一或两个5¼英寸160kB单面双密度软盘机。XT除硬盘外还到一个双面360kB软盘机。
XT是最早的、装有固定的硬盘的IBM PC。大容量的IBM兼容的硬盘很快就出现了。有些硬盘与现有的驱动器不相容，在这种情况下要插入一块新的驱动卡。有些硬盘被直接结合在驱动卡上，称为“硬卡”。
1984年IBM与其AT型號一起引入了1.2MB的双面软盘。其往往用来作为备份存储，较少用来作为交换存储。1986年IBM与其便携式电脑一起引入了720kB的3.5英寸小型软盘。随PS/2又引入了1.44MB的高密度版本。这些软盘机也可以加到舊型号的PC。1988年IBM还引入了2.88MB的高密度软盘，不过这个型号並不普遍，因此幾乎絕跡。

### 初始软件
所有IBM PC在其ROM中皆携带一个相对来说比较小的软件。其40kB的ROM中8kB是加电自检和BIOS，其它32kB是BASIC程序。假如没有DOS启动盘的话ROM中的BASIC解释器就是用户界面。在PC-DOS下可以使用BASICA程序来呼叫ROM中的BASIC。

## IBM PC與PS/2機種
| 機種        | 推出日期   | CPU   | 特徵 |
| ----------- | ---------- | ----- | --- |
| PC          | 1981年8月  | 8088  | 软盘系统 |
| XT          | 1983年3月  | 8088  | 低速硬盘。地址总线增加至20 bits，可以寻址至1MB                                                                                        |
| XT/370      | 1983年10月 | 8088  | System/370大型電腦終端機模擬功能 |
| 3270 PC     | 1983年10月 | 8088  | 3270终端仿真 |
| PCjr        | 1983年11月 | 8088  | 基于软盘的家用计算机 |
| PC Portable | 1984年2月  | 8088  | 基於軟碟的攜帶型電腦 |
| AT          | 1984年8月  | 80286 | 中速硬碟。地址总线增加至24位元，可以寻址至16MB                                                                                        |
| Convertible | 1986年4月  | 8088  | 3½吋軟碟機 |
| XT 286      | 1986年9月  | 80286 | 低速硬碟機、主機板裝有零等待狀態記憶體。因為裝有零等待狀態記憶體，所以這部6MHz的機器事實上比8MHz的AT機更高速（當使用planar memory時） |

| 機種  | 推出日期  | CPU     | 特徵                       |
| ----- | --------- | ------- | -------------------------- |
| 25    | 1987年8月 | 8086    | PC匯流排（擴充性差）       |
| 30    | 1987年4月 | 8086    | PC匯流排                   |
| 30    | 1987年8月 | 80286   | PC匯流排                   |
| 50    | 1987年4月 | 80286   | MCA匯流排                  |
| 50Z   | 1988年7月 | 80286   | 50的高速版                 |
| 55 SX | 1989年5月 | 80386SX | MCA匯流排                  |
| 60    | 1987年4月 | 80286   | MCA匯流排                  |
| 70    | 1988年7月 | 80386   | 桌上型、MCA匯流排          |
| P70   | 1989年5月 | 80386   | 攜帶型、MCA匯流排          |
| 80    | 1987年4月 | 80386   | 直立式（tower）、MCA匯流排 |

| CPU     | 時脈 頻率 (MHz) | CPU 匯流排寬度 （bit） | 系統 匯流排寬度 (bit) | RAM (MBytes) | 軟碟機                                   | 硬碟機 (MBytes) | 作業系統     | 變更技術                 |
| ------- | --------------- | ---------------------- | --------------------- | ------------ | ---------------------------------------- | --------------- | ------------ | ------------------------ |
| 8088    | 4.77–9.5        | 16                     | 8                     | 1 (1)        | 5.25", 360 KB 3.5", 720 KB 3.5", 1.44 MB | 10–40           | PC-DOS       |                          |
| 8086    | 6–12            | 16                     | 16                    | 1 (1)        | 5.25", 360 KB 3.5", 720 KB 3.5", 1.44 MB | 20–60           | PC-DOS       |                          |
| 80286   | 6–25            | 16                     | 16                    | 1–8 (1)      | 5.25", 360 KB 5.25", 1.2 MB              | 20–300          | PC-DOS、OS/2 | 增加多工作業、虛擬記憶體 |
| 80386   | 16–33           | 32                     | 32                    | 1–16 (2)     | 3.5", 720 KB 3.5", 1.44 MB               | 40–600          | UNIX         | 增加記憶體保護           |
| 80386SX | 16–33           | 32                     | 16                    | 1–16 (2)     | 3.5", 720 KB 3.5", 1.44 MB               | 40–600          | UNIX         |                          |

1. 在DOS內可藉由EMS及XMS等記憶體管理程式以突破640K的限制利用到超過1MB的RAM。

## 轶事
- 唐·埃斯特利奇于1985年8月2日死於達美航空191號班機空难。
- 到2006年6月为止美国国家气象局的大多数高大气层观测站依然使用IBM PC和XT。这些电脑被用来处理装在气象气球上的无线电探测器发射回的数据。在今后几年里它们将陆续被淘汰。